# Nederlandse meerwaardeherdenkingsmunten
Hieronder volgt een lijst van de meerwaardeherdenkingsmunten van Nederland.

## € 5-munten
| Afbeelding | Ter gelegenheid van                                                                                  | Oplage    | Datum uitgave     |
| ---------- | --- | --------- | ----------------- |
|            | 150ste geboortedag Vincent van Gogh (zie: Vincent van Gogh Vijfje)                                   | 1.100.000 | april 2003        |
|            | Uitbreiding van de Europese Unie (zie: Europamunt)                                                   | 655.000   | 2 juli 2004       |
|            | 50 jaar koninkrijksstatuut (zie: Koninkrijksmunt)                                                    | 676.900   | 15 december 2004  |
|            | 60 jaar einde Tweede Wereldoorlog (zie: Vredes Vijfje)                                               | 670.000   | 16 augustus 2005  |
|            | 400 jaar vriendschap tussen Nederland en Australië (zie: Australië Vijfje)                           | 522.500   | maart 2006        |
|            | 400ste geboortedag Rembrandt (zie: Rembrandt Vijfje)                                                 | 686.000   | 17 juli 2006      |
|            | 200 jaar belasting in dienst van de staat (zie: Belasting Vijfje)                                    | 374.189   | 15 november 2006  |
|            | 400ste geboortedag Michiel Adriaanszoon de Ruyter (zie: Michiel de Ruyter Vijfje)                    | 534.400   | 24 maart 2007     |
|            | Nederlandse Architectuur (zie: Architectuur Vijfje)                                                  | 374.505   | 30 oktober 2008   |
|            | 400 jaar relatie tussen Nederland en Manhattan (zie: Manhattan Vijfje)                               | 323.209   | april 2009        |
|            | 400 jaar handelsbetrekkingen tussen Nederland en Japan (zie: Japan Vijfje)                           | 388.859   | 25 augustus 2009  |
|            | 150 jaar Max Havelaar (zie: Max Havelaar Vijfje)                                                     | 287.010   | 17 mei 2010       |
|            | Waterland Nederland (zie: Waterland Vijfje)                                                          | 245.000   | 29 oktober 2010   |
|            | Nederlandse Schilderkunst (zie: Schilderkunst Vijfje)                                                | 242.500   | 29 mei 2011       |
|            | 100 jaar Muntgebouw te Utrecht (zie: Muntgebouw Vijfje)                                              | 84.118    | 16 juni 2011      |
|            | 50-jarig bestaan Wereld Natuur Fonds (zie: WNF Vijfje)                                               | 339.900   | 12 september 2011 |
|            | 400 jaar handelsbetrekkingen tussen Nederland en Turkije (zie: Tulpen Vijfje)                        | 262.500   | 26 maart 2012     |
|            | Nederlandse Beeldhouwkunst (zie: Beeldhouwkunst Vijfje)                                              | 230.513   | 10 september 2012 |
|            | Amsterdamse Grachtengordel (zie: Grachtengordel Vijfje) eerste uit de serie Nederlands Werelderfgoed | 230.514   | 19 november 2012  |
|            | 300 jaar Vrede van Utrecht (zie: Vrede van Utrecht Vijfje)                                           | 222.500   | 11 april 2013     |
|            | Rietveld Schröderhuis (zie: Rietveld Vijfje) tweede uit de serie Nederlands Werelderfgoed            | 232.500   | 17 juni 2013      |
|            | 100 jaar Vredespaleis Vredespaleis Vijfje                                                            | 232.500   | 26 augustus 2013  |
|            | 200-jarig bestaan De Nederlandsche Bank De Nederlandsche Bank Vijfje                                 | 232.500   | 6 maart 2014      |
|            | De molens van Kinderdijk Molen Vijfje derde uit de serie Nederlands Werelderfgoed                    | 262.500   | 25 september 2014 |
|            | 200ste verjaardag van de Slag bij Waterloo Waterloo Vijfje                                           | 232.250   | 15 juni 2015      |
|            | Van Nellefabriek Van Nelle Vijfje vierde uit de serie Nederlands Werelderfgoed                       | 232.500   | 12 september 2015 |
|            | De Waddenzee Wadden Vijfje vijfde uit de serie Nederlands Werelderfgoed                              | 168.000   | 10 juni 2016      |
|            | 500ste sterfdag Jheronimus Bosch Jheronimus Bosch Vijfje                                             | 164.716   | 19 september 2016 |
|            | 150-jarig bestaan Nederlandse Rode Kruis Rode Kruis Vijfje                                           | 130.500   | 10 juni 2017      |
|            | Johan Cruijff zie: Johan Cruijff Vijfje eerste uit de serie Nederlandse sporticonen                  | 57.500    | 20 september 2017 |
|            | Stelling van Amsterdam Stelling van Amsterdam Vijfje zesde uit de serie Nederlands Werelderfgoed     | 67.000    | 7 december 2017   |
|            | Leeuwarden, culturele hoofdstad van Europa Leeuwarden Vijfje                                         | 55.000    | 29 maart 2018     |
|            | Fanny Blankers-Koen Fanny Blankers-Koen Vijfje tweede uit de serie Nederlandse sporticonen           | 67.000    | 3 juni 2018       |
|            | Schokland Schokland Vijfje zevende uit de serie Nederlands Werelderfgoed                             | 54.000    | 8 september 2018  |
|            | 100ste verjaardag van de oprichting van de Wageningen Universiteit Wageningen Universiteit Vijfje    | 65.500    | 2 november 2018   |
|            | 100 jaar luchtvaart in Nederland Luchtvaart Vijfje                                                   | 64.500    | 14 maart 2019     |
|            | Droogmakerij de Beemster Beemster Vijfje achtste uit de serie Nederlands Werelderfgoed               | 54.000    | 24 juni 2019      |
|            | 75ste verjaardag van Operatie Market Garden Market Garden Vijfje                                     | 64.500    | 21 september 2019 |
|            | Jaap Eden Jaap Eden Vijfje (zie: Jaap Eden Vijfje) derde uit de serie Nederlandse sporticonen        | 64.500    | 29 december 2019  |
|            | 75 jaar vrijheid sinds 1945 75 jaar vrijheid Vijfje                                                  | 66.500    | 5 mei 2020        |
|            | Ir. D.F. Woudagemaal Woudagemaal Vijfje negende uit de serie Nederlands Werelderfgoed                | 64.600    | 7 oktober 2020    |
|            | Anton Geesink Anton Geesink Vijfje vierde uit de serie Nederlandse sporticonen                       | 54.600    | 23 juni 2021      |
|            | 40-jarig bestaan NOS Jeugdjournaal NOS Jeugdjournaal Vijfje                                          | 66.500    | 20 oktober 2021   |
|            | 30ste verjaardag van de ondertekening van het Verdrag van Maastricht Verdrag van Maastricht Vijfje   | 66.500    | 27 april 2022     |
|            | 150ste geboortedag Piet Mondriaan Piet Mondriaan Vijfje                                              | 66.500    | 28 september 2022 |
|            | Willemstad Willemstad Vijfje tiende uit de serie Nederlands Werelderfgoed                            | 66.500    | 2 februari 2023   |
|            | 50ste verjaardag van de officiële erkenning van het COC COC Vijfje                                   | 66.500    | 27 september 2023 |
|            | 200-jarig bestaan Koninklijke Nederlandse Redding Maatschappij (KNRM) KNRM 200 jaar Vijfje           | 63.500    | 25 april 2024     |
|            | 750-jarig bestaan Amsterdam 750 jaar Amsterdam Vijfje                                                | 63.500    | 27 oktober 2024   |
|            | 100-jarig bestaan TT Assen 100 jaar TT Assen Vijfje                                                  | 63.500    | 27 juni 2025      |

## € 10-munten
| Afbeelding | Ter gelegenheid van                                                 | Oplage    | Datum uitgave   |
| ---------- | ------------------------------------------------------------------- | --------- | --------------- |
|            | Huwelijk van Willem-Alexander en Máxima (zie: Huwelijksmunt)        | 1.113.000 | februari 2002   |
|            | Geboorte van prinses Catharina-Amalia (zie: Geboortemunt)           | 1.050.000 | 7 december 2003 |
|            | Zilveren regeringsjubileum van koningin Beatrix (zie: Jubileummunt) | 1.059.754 | 28 april 2005   |
|            | Inhuldiging koning Willem-Alexander (zie: Koningstientje)           | 412.500   | 24 april 2013   |
|            | 50ste verjaardag van koning Willem-Alexander                        | 135.000   | 24 april 2017   |

Herdenkingsmunten van € 2  (lijst)

'04 · '05 · '06 · '07 · '08 · '09 · '10 · '11 · '12 · '13 · '14 · '15 · '16 · '17 · '18 · '19 · '20 · '21 · '22 · '23 · '24 · '25 · '26

Gemeenschappelijke uitgiftes: 50 jaar Verdrag van Rome (2007) · 
10 jaar EMU (2009) · 
10 jaar euro (2012) · 
30 jaar Europese vlag (2015) ·
35 jaar ERASMUS-programma (2022)

Series: Luxemburgse dynastie · 
Duitse 'Bundesländer' · 
Spaanse UNESCO-Werelderfgoedlijst · 
Maltese Constitutionele Geschiedenis · 
Maltese Door kinderen met solidariteit · 
Letse Historische en Culturele Regio's · 
Maltese Prehistorische Tempels ·
Litouwse Etnografische Regio's ·
Franse Countdown naar de Olympische Zomerspelen van 2024 in Parijs ·
Duitse Bundesländer II ·
Maltese Ommuurde Steden ·
Maltese Inheemse Soorten
Meerwaardeherdenkingsmunten

België · 
Cyprus · 
Duitsland · 
Finland · 
Frankrijk · 
Griekenland · 
Ierland · 
Italië · 
Luxemburg · 
Malta · 
Nederland · 
Oostenrijk · 
Portugal · 
Slovenië · 
Slowakije · 
Spanje —
Non-EU: Monaco · 
San Marino · 
Vaticaanstad
Gulden herdenkingsmunten:

Dubbelkop 1980 · Unie van Utrecht · Voetbalvijfje

Nederlandse euro-herdenkingsmunten:

herdenkingsmunten van € 2: Erasmusmunt · Dubbelkop Beatrix-Willem-Alexander · 200 jaar koninkrijk

meerwaardeherdenkingsmunten:

Zilveren vijfjes: Vincent van Gogh Vijfje · Europamunt · Koninkrijksmunt · Vredes Vijfje · Belasting Vijfje · Australië Vijfje · Rembrandt Vijfje · Michiel de Ruyter Vijfje · Architectuur Vijfje · Manhattan Vijfje · Japan Vijfje · Max Havelaar Vijfje · Waterland Vijfje · Schilderkunst Vijfje · Muntgebouw Vijfje · WNF Vijfje · Tulpen Vijfje · Beeldhouwkunst Vijfje · Grachtengordel Vijfje · Vrede van Utrecht Vijfje · Rietveld Vijfje · Vredespaleis Vijfje · De Nederlandsche Bank Vijfje · Van Nelle Vijfje · Waterloo Vijfje · Wadden Vijfje · Jheronimus Bosch Vijfje · Stelling van Amsterdam Vijfje · Johan Cruijff Vijfje · Fanny Blankers-Koen Vijfje · Schokland Vijfje · Wageningen Universiteit Vijfje · Luchtvaart Vijfje · Beemster Vijfje · Market Garden Vijfje · Jaap Eden Vijfje

Zilveren tientjes: Huwelijksmunt · Geboortemunt · Jubileummunt · Koningstientje · Verjaardagstientje
Caribisch Nederland: BES-dollar (2011, 2013)